# أل جونسون (لاعب هوكي الجليد)
أل جونسون هو لاعب هوكي الجليد كندي، ولد في 30 مارس 1935 في وينيبيغ في كندا، وتوفي في 7 فبراير 2019.

## وصلات خارجية
- أل جونسون على موقع دوري الهوكي الوطني (الإنجليزية)
- أل جونسون على موقع قاعة مشاهير الهوكي (لاعب أن.إتش.أل) (الإنجليزية)
- أل جونسون على موقع EliteProspects.com (الإنجليزية)
- أل جونسون على موقع HockeyDB.com (الإنجليزية)
- أل جونسون على موقع Hockey-Reference.com (الإنجليزية)